# Ack, hur stort är mitt elände
Ack, hur stort är mitt elände är en botpsalm av Haquin Spegel med 18 verser är en så kallad botpsalm. Tonvikten ligger på att uttrycka Guds rättfärdighet att tilldela människan en evig död och pina för den som syndar. Psalmen grundar sig på Jeremias klagovisor, kapitel 3.
Psalmen inleds 1695 med orden:
Ach hur' stort är mitt elände!
Gråt och jämmer är min spijs 
Melodins ursprung är Genève och kompositionen daterad 1551. Melodin är enligt 1697 års koralbok samma som till psalmen Såsom hjorten träget längtar (1695 nr 53), vilken i sin tur enligt Koralbok för Nya psalmer, 1921 är en tonsättning från 1551 som också är samma melodi som till psalmerna Lyft, min själ, ur jordegruset (1921 nr 607), Trogen var och stadigt lita (1921 nr 611) och Han på korset, han allena (1921 nr 519, 1986 nr 141). Andra psalmer på samma melodi i 1695 års psalmbok är Herren är mitt lius och hälsa (1695 nr 44), Jesu! djupa såren dina (1695 nr 151), Kom, min kristen, Gud till ära (1695 nr 198) och Bort, mitt hjärta, med de tankar (1695 nr 243).

## Publicerad som
- Nr 254 1695 års psalmbok med inledningen Ach hur' stort är mitt elände! under rubriken "Boot-Psalmer".